# 換称
換称（かんしょう、antonomasia）とは修辞技法の一種で、語句を別の表現あるいは別称で言い換える方法である。
例えば、ある特定の哲学者に関する文章・談話の中で、「この哲学者」（英語では定冠詞を付けて"the philosopher"）と呼ぶのが換称に当たる。
このような固有名詞でない一般名詞の場合、一般には文脈に応じて意味が変わるが、決まり文句として固有の意味を持つこともある。このような例としては、昔アリストテレスを"the Philosopher"と呼んだように、固有名詞的に頭文字を大文字にすることもある。
換称は英語などでは頻繁に使われる表現であるが、日本語ではそれほど一般的ではない。
同様に語句を言い換える修辞技法として迂言法があるが、これはより長い遠回しな句で言い換える方法であり、また文字通りの意味では解釈できない（婉曲や皮肉の意味がある）ことが多い。
類似の表現法で、一般的な語をそれに包含される代表的なもので言い換える方法がある（例えば「天才科学者」という意味で「アインシュタイン」という）が、この表現はむしろ比喩としての性格が強く、提喩と呼ばれる。また換喩（メトニミーmetonymy）も、換称とは異なり、概念の関連・近接性に基づいて意味を拡張する隠喩の一種である。